# اجتماع علیه غیریهودیان
اجتماع علیه غیریهودیان (به لاتین: Summa contra Gentiles)، (همچنین با عنوان کتاب حقیقت ایمان کاتولیک در برابر خطاهای کافران نیز شناخته می‌شود) یکی از شناخته‌شده‌ترین رساله‌های توماس آکویناس است که به‌صورت چهار کتاب، بین سال‌های ۱۲۵۹ تا ۱۲۶۵ نوشته شده‌است.
درحالی‌که مدخل الهیات برای توضیح ایمان مسیحی برای دانشجویان الهیات نوشته شده‌است، اجتماع علیه غیریهودیان بیش‌تر لحن عذرخواهی دارد. درحالی‌که آخرین کتاب به موضوعات الهیات وحیانی مانند تثلیث، تجسم و اعجاز می‌پردازد، سه کتاب باقی‌مانده خود را به الهیات طبیعی محدود می‌کنند: آکویناس معتقد است استدلال‌های مبتنی بر عقل برای کسانی که اعتقاد ندارند در مکاشفه مسیحی نیز قابل درک خواهد بود.

## فهرست
اجتماع علیه غیریهودیان از چهار کتاب تشکیل شده‌است. ساختار کار آکویناس به‌گونه‌ای طراحی شده‌است که از استدلال‌های فلسفی برای توحید، که مسلمانان و یهودیان با آن موافقت می‌کنند، طراحی شده‌است.
- کتاب اول با سؤالات کلی حقیقت و عقل طبیعی آغاز می‌شود و از فصل ۱۰ به بررسی مفهوم خدای توحیدی می‌پردازد. فصل ۱۰ تا ۱۳ مربوط به وجود خداوند است و به دنبال آن به بررسی دقیق خواص خداوند می‌پردازد (فصل ۱۴ تا ۱۰۲). زمانی‌که آکویناس حقیقتی را دربارهٔ خدا نشان می‌دهد که می‌توان آن را از طریق عقل شناخت، استدلال‌های متعددی ارائه می‌کند که هر یک حقیقت یکسان را به روشی متفاوت اثبات می‌کند.
- کتاب دوم به خلقت (یعنی جهان فیزیکی، هر چیزی که وجود دارد) اختصاص دارد.
- کتاب سوم مشیت و احوال انسان، یعنی اعمال نیک و بد، سرنوشت و عقل انسان، و رابطه موجودات مخلوق با خالق را مورد بحث قرار می‌دهد.
- کتاب چهارم به بحث در مورد نکاتی از آموزه مسیحی اختصاص دارد که مسیحیت نیکیایی را از سایر ادیان توحیدی، یعنی آموزه‌های تثلیث، تجسم، مقدسات و معاد جدا می‌کند.